# Hi-5: USA
Hi-5: USA, o Hi-5 America fue la versión estadounidense de la popular serie Hi-5 y adaptación de la original Hi-5 Australia. Fue diseñada en 2002 y producida en febrero de 2003, reemplazando a la banda australiana del mismo nombre en su país, en América Latina se estreno en febrero del 2007 siendo esta la primera versión de "Hi-5" en llegar a Latinoamérica, la cadena Discovery Channel tomó la decision cancelar los programas de H&H ''Nanny 911'' y ''Supernanny'' esto después de que se emitiera el capítulo Tsst del programa South Park Eric Cartman humilló psicológicamente a las nanas de ambos programas mencionados anteriormente dichos una terminó en un hospital psiquiátrico y la otra era estéril, en 70 episodios fueron producidos (divididos en 2 temporadas, la primera en 45 episodios y la segunda en 25 episodios), fueron producidos por Kids Like Us y Discovery Kids.
Actualmente la producción del programa estadounidense fue cancelada ya que la creadora (Helena Harris) vendió los derechos de la serie y a la producción no le convenía seguir invirtiendo en este programa/grupo por bajos niveles de audiencia en America, el grupo se separó en septiembre de 2007.
La franquicia infantil "Hi-5" se inició en febrero de 2007 en Latinoamérica por el canal Discovery Kids con esta versión. En 2011 finalizaron las emisiones de esta versión y fue reemplazada por la versión segunda generación de la versión Australiana (Hi-5 Australia a partir de la temporada 11).

## Trayectoria
Debido a que la banda musical Hi-5 original tuvo un gran éxito en su país, Australia, Discovery Kids realizó una adaptación de la serie de ésta y se presentó por primera vez en los Estados Unidos en febrero del 2003 (Protagonizado por personas con los mismos roles que en la versión original), la misma productora que realizó la versión original "Kids like us" también decidió participar en la versión americana de HI-5. A pesar de que inicialmente se propuso crear un estudio idéntico al australiano donde la banda original grababa cada temporada, al final se concluyó de que la banda estadounidense asista a grabar cada capítulo en los mismos estudios de la serie original en Australia, es decir, cada miembro viajaba semanalmente a Australia para grabar sus episodios. Entre los años 2005 y 2006, el programa fue premiado con el "Daytime Emmy Award".
En el año 2005, Hi-5 realizó tours en las ciudades de Hartford, Boston, Columbus, Washington, D.C., Atlanta, Chicago, Green Bay, Tallahassee, y Raleighlos en los Estados Unidos y un tour de dos semanas en Vancouver, Canadá. La banda se separó en 2007 por compromisos de sus miembros.

## Miembros
Curtis Cregan
Curtis nació el 18 de enero de 1977 (47 años) en Okemos en el estado de Míchigan, Estados Unidos. Antes de pertenecer a la banda infantil fue actor de musicales en Broadway, tenía a su cargo el área musical de Hi-5. Mediante su participación introdujo conceptos musicales como el ritmo, melodía, tiempo, armonía, estilos musicales, acompañamiento, movimientos, etc. Para cada canción o melodía utilizaba una variedad de instrumentos y objetos del hogar. Curtis cumple el papel equivalente al de Tim Harding en versión original. Curtis contrajo nupcias y tuvo un bebé en 2007.
Jennifer Korbee, antes Jennifer Peterson - Hind
Jenn nació el 24 de mayo de 1980 (44 años) en Madison, Wisconsin (Estados Unidos). Estaba a cargo del segmento del área lingüística, para lo que utilizaba historias, rimas, onomatopeyas y juegos de palabras para fomentar el uso del lenguaje (letras, palabras, frases) y ampliar el vocabulario. Compartió su segmento con una muñeca de peluche en una caja, que es su mejor amiga y se llama "Chatterbox" (en español se llama "Chinee"). Jenn cumple el papel equivalente al de Kellie Hoggart en versión original. Se casó con el músico Tom Korbee el 1 de julio de 2006, tiempo después en 2008 ambos se presentaron como participantes en el reality American Idol.
Kimee J. Balmilero
Nacida como Kimberly Jonelle Balmilero, el 13 de diciembre de 1979 (45 años) en Kaneohe, Hawái. Su segmento en Hi-5 era el del pensamiento lógico-matemático; resolvía problemas numéricos, rompecabezas, laberintos, etc., contando, ordenando, clasificando, probando, midiendo, haciendo comparaciones, analizando, reflexionando y siguiendo instrucciones. Compartió su espacio con una criatura de peluche que jamás se dejó ver, su nombre era "Jup-jup", quien en algunos capítulos parecía sentir una especie de afecto hacia ella. Kimee cumple el papel equivalente al de Kathleen De Leon en versión original. En 2006, abrió una línea de accesorios y joyas llamadas Kimeejay.
Shawn Taylor-Corbett
Nacido como Shaun Michael Taylor-Corbett el 6 de octubre de 1978 (46 años) en Rockville Centre, Nueva York. Su segmento comprendía del conocimiento visual-espacial. Shawn exploraba la forma, el color y los patrones utilizando cualquier material de uso cotidiano (cajas, masa, mobiliario del hogar, sábanas, y hasta su propio cuerpo) con la finalidad de que los pequeños conocieran su cuerpo, las proporciones, dimensiones, colores y las formas. Shaun cumple el papel equivalente al de Nathan Foley en versión original. Luego de Hi-5 actuó en la obra musical Altar Boyz desde el 3 de marzo de 2006 hasta el 6 de mayo de 2007. También actuó en la obra musical In the Heights.
Karla Cheatham-Mosley
Karla nació el 27 de agosto de 1981 (43 años) en Westchester, Nueva York. Es virginiana, y tenía la responsabilidad del desarrollo psicomotriz fino y grueso en el programa, para lo cual utilizaba canciones y rimas con las que animaba a los niños a estirarse, saltar, balancearse, aplaudir, arrastrarse, etc. En conjunto actividades que fomentaban la percepción del cuerpo, el desarrollo motor del cuerpo (fino y grueso), la integración de los hemisferios derecho e izquierdo del cerebro y sobre todo disfrutar de las actividades físicas. Karla cumple el papel equivalente al de Charli Robinson en versión original (que es una rubia). Karla es la única de origen africano de Hi-5.
Después de haber cancelado la serie de esta versión, cuando hace tercera temporada en los Estados Unidos, hubo dos nuevos miembros: Yasmeen Sulieman y Sydney James. Sydney sustituyendo Shaun y Yasmeen sustituyendo Karla.

## Temporadas

### Primera temporada (2003)
- Sentidos.[1] El título oficial de esta canción es Cinco Sentidos
- Animales. El título oficial de esta canción es Hay animales
- Máquinas. El título oficial de esta canción es Tengo un robot
- Aventura. El título oficial de esta canción es Norte, sur, este, oeste
- Juegos. El título oficial de esta canción es Listo o no
- Cuerpos. El título oficial de esta canción es Tu cuerpo moverás
- Deseos. El título oficial de esta canción es Tres deseos
- Música. El título oficial de esta canción es Sentir el ritmo"
- Colores. El título oficial de esta canción es Colores del arcoíris

### Segunda temporada (2005)
- Crear. El título oficial de esta canción es Un Sonido Haces tú
- Acción. El título oficial de esta canción es Héroes de Acción
- Equipos. El título oficial de esta canción es Un Gran Equipo
- Maravilloso. El título oficial de esta canción es Todos Maravillosos Son
- Viajes. El título oficial de esta canción es Conmigo Ven

Cada tema contiene cinco episodios.

### Tercera temporada (2007)
La tercera temporada de Hi-5 fue anunciada en julio de 2006 junto a los dos integrantes nuevos (Yasmeen y Sydney), pero fue cancelada en septiembre de ese año. El elenco solo grabó una canción "Compartir" (Share Everything With You, en inglés) tema de la Temporada 8 (2006) de Hi-5 Australia. También se iba a grabar la canción "Hogar Dulce Hogar" (Home Sweet Home, en inglés) tema de la Temporada 7 (2005) de Hi-5 Australia, pero al ser cancelada esta ya no fue grabada, siendo Compartir la única canción producida, el vídeo musical de esta canción se dio a conocer ese año como promoción de los nuevos integrantes y la nueva temporada.
- Share Everything with You (2007) - Canción de la tercera temporada grabada con los nuevos integrantes

## Impacto en Latinoamérica
Gracias a Discovery Kids y Señal Colombia; Latinoamérica y Colombia conoció a Hi-5 el 5 de febrero de 2007 con el estreno de su primera temporada completamente doblada al español e inicialmente se doblaron totalmente las voces y las canciones de todos los capítulos. La serie era doblada al español en Chile para todo Latinoamérica (DINT).
Los actores de voz que dan vida al casting americano en sus temporadas fueron:
- Ximena Abarca (Kimee)
- Julio Rivera (Curtis)
- Marianne Schulz (Jenn)
- Pedro Puga (Shaun)
- Lua de Morais (Karla)

El impacto Hi-5 fue enorme en toda Latinoamérica, especialmente en Chile, tanto que Discovery Kids decidió organizar un tour por países con el grupo en 2008, sin embargo, Hi-5 America desapareció en 2007 por lo que tocó escoger un reparto latino muy parecido a los actores originales para el show, en definitiva el tour fue un éxito. Esto se repitió en Hi-5 Sorpresa con el elenco australiano de 2009, año en que Discovery Kids decidió comprar los derechos de la serie original australiana, debido a que querían dar al público infantil nuevas canciones y aventuras, la temporada 11 de Hi-5 Australia en español fue estrenada con gran éxito en noviembre del mismo año. La versión estadounidense siguió transmitiéndose en el canal hasta 2011 y en 2012 en algunos países.